# Solze (skladba)
»Solze« je skladba Damjane Golavšek z albuma Rime iz leta 1995. Avtor glasbe je njen mož Karel Novak, sama pa je napisala besedilo.

## Snemanje
Producent je bil Karel Novak, snemanje pa je potekalo v studiu Metulj v Novem mestu. Skladba je leta 1995 izšla na albumu Rime pri Velkaverhovi založbi Corona, na kaseti in zgoščenki.

### Videospot
Uradni videospot je režiral Vinci Vogue Anžlovar. Posneli so ga v nekem zapuščenem objektu, v njem pa poleg Damjane nastopa tudi Borut Veselko, ki igra posesivnega partnerja.

## Zasedba

### Produkcija
- Karel Novak – glasba, producent
- Damjana Golavšek – besedilo
- Blaž Jurjevič – aranžma, programiranje
- Marko Pezdirc – tonski snemalec

### Studijska izvedba
- Damjana Golavšek – vokal, spremljevalni vokali
- Karel Novak – bas kitara
- Primož Grašič – kitara